# Consiglio regionale dell'Alvernia
Il Consiglio regionale dell'Alvernia (in francese Conseil régional d'Auvergne) è stata l'assemblea deliberativa della regione francese dell'Alvernia, fino al 31 dicembre 2015, in seguito all'incorporazione della regione al Rodano-Alpi per formare la nuova regione Alvernia-Rodano-Alpi. 
Aveva sede a Clermont-Ferrand.
Era composto da 47 consiglieri regionali di cui:
- 11 per l'Allier;
- 5 per il Cantal;
- 8 per l'Alta Loira;
- 23 per il Puy-de-Dôme.

Il suo ultimo presidente è stato René Souchon (PS), eletto il 13 febbraio 2006.